# 洛夫罗·拉多尼奇
洛夫罗·拉多尼奇（1928年2月25日—1990年7月31日），克罗地亚男子游泳、水球运动员。他曾代表南斯拉夫参加1952年、1956年和1960年夏季奥林匹克运动会，获得二枚银牌。